# Список керівників держав 870 року
Список керівників держав 869 року — 870 рік — Список керівників держав 871 року — Список керівників держав за роками

## Європа

### Британські острови
- Шотландія:
  - Альба (королівство) — Костянтин I, король (862–877)
  - Стратклайд (Альт Клуїт) — Артгал ап Думнагуал, король (850–872)
- Вессекс — Етельред I, король (865–871)
- Думнонія — Донарт, король (865–876)
- Кент — Етельред I, король (865–871)
- Мерсія — Бургред, король (852–874)
- Нортумбрія — Екгберт I, король (867–872)
- Східна Англія — Едмунд Мученик, король (855–870); Освальд, король (870–876)
- Уельс:
  - Бріхейніог — Елісед I, король (840–885)
  - Гвент — Фернвайл III ап Мейріг, король (860–880)
  - Королівство Повіс — Родрі Великий, король (854—878)
  - Гвінед — Родрі ап Мервін, король (844–878)
  - Глівісінг — Хівел ап Ріс, король (856–886)
  - Сейсіллуг — Гугон ап Меуріг, король (808–871)

### Північна Європа
- Швеція — Рінґ Ерікссон (882-910)
- Данія — Горік II Молодий, конунґ (854—867/870); Баґсекґ (867-871) i Сіґфред і Гальфдан (867—877/891)
- Ірландія — Аед Фіндліах, верховний король (862–879)
  - Дублін — Олав Білий, вікінг (853–873)
- Норвегія:
  - Вестфольд — Гаральд I Прекрасноволосий, конунг (бл. 860–930)

### Західне Франкське королівство—Карл II Лисий, король (843–877)
- Аквітанія — Людовик II Заїка, король(866–879)
- Ангулем — Вульгрин I, граф (866–886)
- Герцогство Васконія — Санш III Мітарра, герцог (864 — 893)
- Готія — Бернар Готський, маркіз (864–878)
- Ампуріас — Суньєр II, граф (862–915); Дела, граф (862–894/895)
- Барселона — Бернар Готський, граф (864–878)
- Жирона — Отгер, граф (862–870); Бернар Готський, граф (870–878)
- Руссільйон — Бернар Готський, граф (865–878)
- Каркассон — Оліба II, граф (бл. 865–879)
- Тулуза — Бернар II Теля, маркграф (865–872)
  - Уржель  — Саломон, граф (848–870)
- Руерг — Бернар II Теля, граф (865–872)
- Нант — Саломон, граф (852–870)
- Графство Овернь — Бернар II Плантвелю, граф (868–888)
- Отен — Ед I, граф (867–871)
- Пуатье — Бернар III Готський, граф (866–872)
- Труа — Ед I, граф (852–858, 866–871)
- Шалон — Екхард, граф (863–877)

### Німеччина
Східне Франкське королівство — Людовик II Німецький, король (843–876)
- Баварія — Карломан, король (865–880)
- Саксонія — Бруно, граф (герцог) (866–880)
- Тюрингія — Тахульф, маркграф (849–873)

### ЦентральнатаСхідна Європа
- Блатенське князівство — Коцел, князь (861–876)
- Перше Болгарське царство — Борис I, хан (852–889)
- Велика Моравія — Ростислав, князь (846–870); Славомир, князь (870-871)
- Сербія — Мутимир, князь (бл. 851–891)
- Паннонська Хорватія — Светимир, князь (838 — бл. 880)
- Приморська Хорватія — Домагой, герцог (864–876)
- Русь — Аскольд, каган (860-882)
- Хозарський каганат — Завулон, бек (бл. 865 — бл. 870); Манасія II, бек (бл. 870–890)

### Іспанія
- Арагон — Аснар II Галіндес, граф (867–893)
- Астурія — Альфонсо III Великий, король (866–910)
  - Кастилія — Родріго, граф (850–873)
- Кордовський емірат — Мухаммад I, емір (852–886)
- Наварра (Памплона) — Гарсія I Іньїгес, король (852–870); Гарсія II Хіменес, король (870-882) i Фортун I, король (870-905)

### Серединне королівство
- Лотарингія — Карл II Лисий, король (869–877); Людовик II Німецький, король (870–876)
  - Верхня Бургундія — Конрад, маркграф (864–876)
  - Ено (Геннегау) — Ангерран I, граф (870–880)
  - Архієпископство Кельн — Гуго Аббат, архієпископ (864—870)
  - Єпископство Трір — Бартхольф I, єпископ (869–883)
- Нижня Бургундія:
  - В'єнн — Жерар II, граф (844–870)

### Італія—Людовик II(844–875)
- Венеціанська республіка — Орсо I Партичипаціо, дож (864–881)
- Князівство Беневентське — Адельхіз, князь (854–878)
- Салерно — Гвефер, князь (861–880)
- Сполетське герцогство — Ламберт I, герцог (859–871)
- Неаполітанський дукат — Григорій III, герцог (864–870); Сергій II, герцог (870–877)
- Папська держава — Адріан II, папа римський (867–872)
- Тосканська марка — Адальберт II, маркграф (846–886)
- Фріульська марка — Унрош III, маркграф 863–874)

### Візантійська імперія
- Візантійська імперія — Василій I Македонянин, імператор (867–886)
  - Критський емірат — Саїд I, емір (855—880)

## Азія

### Західна Азія
- Аббасидський халіфат — аль-Мухтаді, халіф (869–870); аль-Мутамід, халіф (870–892)
- Кавказ:
  - Абхазьке царство — Георгій I, цар (864 — 871)
  - Васпуракан — Ашот (859–875)
  - Вірменський емірат — Ашот I, ішхан (855–885)
  - Тао-Кларджеті  — Баграт I (Великий) Куропалат (839–876)
  - Кахетія — Габрієль, князь (861–881)
  - Сюні — Васак Ішханік, нахарар (859–909)
  - Тбіліський емірат — Мухаммад II ібн Халіл, емір (853–870); Іса ібн аш-Шейх (870-876)

### Центральна Азія
- Персія:
  - Табаристан — Рустам II, іспахбад (867–896)
- Середня Азія:
  - Самарканд (династія Саманідів) — Наср ібн Ахмад, емір (864–892)
  - Хорасан (династія Тахіридів) — Мухаммед, емір (862–873)
- Киргизький каганат — Ін-ву Чен-мін, каган (847 — ?)

### Південна Азія
- Індія:
  - Венгі— Східні Чалук'я — Гунага Віджаядітья III, махараджа (849–892)
  - Гуджара-Пратіхари — Міхіра Бходжа I, махараджахіраджа (836–885)
  - Західні Ганги — Ереганга Неєтімарга I, махараджа (843–870)
  - Імперія Пала — Шурапала I, махараджа (860–872)
  - Кашмір — Авантіварман, махараджа (855–883)
  - Династія Паллавів — Нріпутунгаварман, махараджахіраджа (869–880)
  - Держава Пандья — Варагунаварман II, раджа (862–880)
  - Парамара (Малава) — Сіяка I, махараджа (843–891)
  - Раштракути — Амогхаварша I, махараджахіраджа (814–878)
  - Чола — Віджаялая, махараджа (848–871)
  - Ядави (Сеунадеша) — Дрідхапрахара, махараджа (860–870)
- Острів Шрі-Ланка:
  - Сингаладвіпа — Сена II (Мунгаїн-весі Сен), раджа (853–887)

### Південно-Східна Азія
- Кхмерська імперія — Джаяварман III, імператор (850–877)
- Бан Пха Лао — Лао Ком, раджа (870–888)
- Мианг Сва — Кхун Шун, раджа (бл. 860–880)
- Наньчжао — Цзинчжуан-хуанді (Мен Шилун), ван (859–877)
- Паган — Пінбья, король (846–876)
- Чампа — Індраварман II, князь (бл. 854 — бл. 898)
- Індонезія:
  - Матарам — Локапала, шрі-махараджа (850–890)
  - Імперія Шривіджая — Балапутра, махараджа (бл. 832–870?)
  - Сунда — Прабу Гайях Кулон, король (819–891)

### Східна Азія
- Японія — Сейва, імператор (858–876)
- Китай, Династія Тан — І-цзун (Лі Цуй), імператор (859–873)
- Бохай — Да Цяньхуан, ван (858–872)
- Корея:
  - Сілла — Кьонмун, ісагим (король) (861—875)
  - Пархе — Тегонхван, тійо (857—871)

## Африка
- Аудагаст — Нізар, емір (бл. 851–875)
- Імперія Гао — Конкодьєй, дья (бл. 850 — бл. 880)
- Іфрикія — Абу-ль-Гаранік Мухаммад ібн Ахмад, емір (864–875)
- Магриб — Алі ібн Умар ібн Ідріс ас-Сагір, халіф (866–880)
- Макурія — Георгіос I, цар (854/856-920)
- Некор — Саїд II ібн Саліх, емір (864–916)
- Рустаміди (Ібадити) — Афлах ібн Абд аль-Ваххаб, імам (823–872)

## Америка
- Цивілізація Майя:
  - Караколь — цар
  - Копан — цар
  - Куаутітлан  — цар
  - Кулуакан — цар
  - Тікаль — цар
- Тольтеки — цар